# Équation de Fox
L'équation de Fox est une équation communément utilisée pour prédire la température de transition vitreuse des mélanges de polymères miscibles et des copolymères statistiques.
Cette équation s'écrit :
{\displaystyle {\frac {1}{T_{g}}}=\sum {\frac {w_{i}}{T_{g,i}}}.}
où {\displaystyle {T_{g}}} est la température de transition vitreuse du mélange, {\displaystyle {T_{g,i}}} sont celles des polymères i composant ce mélange.
et {\displaystyle {w_{i}}} sont les fractions massiques des polymères i composant ce mélange. 
Les fractions massiques sont exprimées sans unité. Les températures de transition vitreuse sont exprimées en K.
En général, la précision de l'équation de Fox est très bonne.

## Équations alternatives
D'autres équations plus complexes ont été créées pour prédire aussi la température de transition vitreuse des mélanges de polymères miscibles et des copolymères statistiques. C'est le cas de l'équation de Gordon-Taylor et l'équation de Couchman-Karasz.